# 妙高山 (新潟県小千谷市)
妙高山（みょうこうさん）は、新潟県小千谷市の南にある標高237.0mの山である。

## 概要
山はJR飯山線の妙高山トンネルの上にある。西麓を信濃川が流れ、右岸を新潟県道196号川口岩沢線、左岸を国道117号が通る。